# رایگانج
رایگانج (به لاتین: Raiganj) یک منطقهٔ مسکونی در بنگلادش است که در ناحیه سراج‌گنج واقع شده‌است. رایگانج ۲۶۷٫۸۳ کیلومتر مربع مساحت و ۲۲۵٬۰۲۸ نفر جمعیت دارد.